# Il commissadro
Il commissadro (	Les Ripoux) è un film del 1984 diretto da Claude Zidi.

## Riconoscimenti
- 1985 - Premio César
  - Miglior film
  - Migliore regia a Claude Zidi
  - Miglior montaggio a Nicole Saunier
  - Candidatura per il Miglior attore protagonista a Philippe Noiret
  - Candidatura per la Migliore sceneggiatura originale a Claude Zidi